# Manfred Kokot
Manfred Kokot, né le 3 janvier 1948 à Templin (Brandebourg), est un athlète est-allemand qui a été médaillé olympique. Spécialiste du 100 m, il était parmi les meilleurs sur cette distance dans les années 1970.

## Biographie
Son plus grand succès est sa médaille d'argent récoltée en relais 4 × 100 m lors des Jeux olympiques d'été de 1976. Il a été le premier allemand de l'Est à courir le 100 m en 10 s 0, égalant ainsi le record d'Europe de l'époque.
Il détient aussi le record du plus petit temps de réaction au départ d'une course olympique, avec un temps de 0,100s au départ du 4 × 100 m des Jeux olympiques de Montréal en 1976.

## Palmarès

### Jeux olympiques d'été
- Jeux olympiques d'été de 1972 à Munich ( Allemagne de l'Ouest)
  - 5e en relais 4 × 100 m
- Jeux olympiques d'été de 1976 à Montréal ( Canada)
  -  Médaille d'argent en relais 4 × 100 m

### Championnats d'Europe d'athlétisme
- Championnats d'Europe d'athlétisme de 1971 à Helsinki ( Finlande)
  - éliminé en qualifications sur 100 m
- Championnats d'Europe d'athlétisme de 1974 à Rome ( Italie)
  -  Médaille de bronze en relais 4 × 100 m
- Championnats d'Europe d'athlétisme de 1978 à Prague ( Tchécoslovaquie)
  -  Médaille d'argent en relais 4 × 100 m

### Championnats d'Europe d'athlétisme en salle
- Championnats d'Europe d'athlétisme en salle de 1971 à Sofia ( Bulgarie)
  -  Médaille de bronze sur 60 m
- Championnats d'Europe d'athlétisme en salle de 1973 à Rotterdam ( Pays-Bas)
  -  Médaille d'argent sur 60 m
- Championnats d'Europe d'athlétisme en salle de 1974 à Göteborg ( Suède)
  -  Médaille d'argent sur 60 m

### Coupe du monde des nations d'athlétisme
- Coupe du monde des nations d'athlétisme de 1977 à Düsseldorf ( Allemagne de l'Ouest)
  -  Médaille d'or au classement général avec la République démocratique allemande
  -  Médaille d'argent en relais 4 × 100 m

### Records
- Record d'Europe du 100 m en 10 s 0 le 15 mai 1971 à Erfurt
- Record d'Europe du 50 m en salle en 5 s 61 le 4 février 1976 à Berlin (record d'Europe actuel codétenu depuis 2000 avec Jason Gardener)